# Teoría de dominios
La  teoría de dominios es una rama de las matemáticas que estudia una clase especial de conjuntos parcialmente ordenados llamados dominios.  La teoría de dominios puede ser por tanto considerada una rama de la teoría del orden. Este campo tiene aplicaciones en las ciencias de la computación, donde es usado para especificar la semántica de los lenguajes de programación, especialmente de los lenguajes funcionales. La teoría de dominios formaliza las ideas intuitivas de aproximación y convergencia de una forma abstracta y general, y tiene relaciones estrechas con la topología.

## Motivación e intuición
La motivación inicial para el estudio de la teoría de dominios, que fue iniciada por Dana Scott en los años 1960, era la búsqueda de modelos del cálculo lambda. De  forma puramente sintáctica, el cálculo lambda permite representar funciones que toman otras funciones como argumento. En particular, permite la representación de combinadores de punto fijo (entre los cuales, el más conocido es el combinador Y); un combinador de punto fijo Y, por definición, tiene la propiedad de que f(Y(f)) = Y(f) para cualquier función f.